# Copa de baloncesto de Israel 2020-21
La 61ª edición de la Copa de baloncesto de Israel (en hebreo  גביע המדינה בכדורסל) se disputó entre el 4 de noviembre de 2020 y el 27 de mayo de 2021, celebrándose la Final en Holon. La competición la organiza la Asociación de baloncesto de Israel.

## Primera ronda
El sorteo de la primera ronda se celebró el 20 de agosto de 2020.
| 4 de noviembre de 2020 | Maccabi Kiryat Motzkin                | 70–75                                 | Elitzur Netanya                       |                                                     |  |
| 18:50                  | Parciales: 19-17, 16-22, 13-20, 22-16 | Parciales: 19-17, 16-22, 13-20, 22-16 | Parciales: 19-17, 16-22, 13-20, 22-16 |                                                     |  |
|                        |                                       | Reporte                               |                                       | Pabellón: Kiryat Motzkin Asistencia: 0 espectadores |  |

| 4 de noviembre de 2020 | Elitzur Eito Ashkelon                 | 75–83                                 | Hapoel Eilat                          |                                               |  |
| 18:50                  | Parciales: 22-22, 15-23, 22-18, 16-20 | Parciales: 22-22, 15-23, 22-18, 16-20 | Parciales: 22-22, 15-23, 22-18, 16-20 |                                               |  |
|                        |                                       | Reporte                               |                                       | Pabellón: Ashkelon Asistencia: 0 espectadores |  |

| 4 de noviembre de 2020 | A.S. Ramat HaSharon                   | 80–67                                 | Hapoel Hevel Modi'in                  |                                                     |  |
| 18:55                  | Parciales: 18-21, 25-16, 18-13, 19-17 | Parciales: 18-21, 25-16, 18-13, 19-17 | Parciales: 18-21, 25-16, 18-13, 19-17 |                                                     |  |
|                        |                                       | Reporte                               |                                       | Pabellón: Ramat HaSharon Asistencia: 0 espectadores |  |

| 4 de noviembre de 2020 | Ironi Kiryat Ata                     | 59–89                                | Hapoel Be'er Sheva                   |                                                 |  |
| 18:55                  | Parciales: 16-25, 24-16, 10-20, 9-28 | Parciales: 16-25, 24-16, 10-20, 9-28 | Parciales: 16-25, 24-16, 10-20, 9-28 |                                                 |  |
|                        |                                      | Reporte                              |                                      | Pabellón: Kiryat Ata Asistencia: 0 espectadores |  |

| 4 de noviembre de 2020 | Hapoel Afula                                             | 76–78                                 | Maccabi Haifa                               |                                                                                                   |  |
| 19:00                  | Parciales: 19-22, 21-16, 16-15, 20-25                    | Parciales: 19-22, 21-16, 16-15, 20-25 | Parciales: 19-22, 21-16, 16-15, 20-25       |                                                                                                   |  |
|                        | Estadísticas Jimmy Hall 22 Jimmy Hall 17 Moriel Lutati 7 | Reporte Pts Reb Asts                  | Estadísticas Dowe 25 Sorkin 12 Ben-Chimol 7 | Pabellón: Afula Asistencia: 0 espectadores Árbitros: Ofer Manhaim, Yoav Lubhosihch, Itzik Toledo; |  |

| 4 de noviembre de 2020 | Ironi Ramat Gan                       | 70–89                                 | Hapoel Acre/Mateh Asher               |                                                |  |
| 19:05                  | Parciales: 17-13, 18-32, 16-21, 19-23 | Parciales: 17-13, 18-32, 16-21, 19-23 | Parciales: 17-13, 18-32, 16-21, 19-23 |                                                |  |
|                        |                                       | Reporte                               |                                       | Pabellón: Ramat Gan Asistencia: 0 espectadores |  |

| 5 de noviembre de 2020 | Hapoel Galil Elyon                   | 64–84                                | Hapoel Haifa                         |                                                    |  |
| 18:55                  | Parciales: 13-29, 15-24, 18-22, 18-9 | Parciales: 13-29, 15-24, 18-22, 18-9 | Parciales: 13-29, 15-24, 18-22, 18-9 |                                                    |  |
|                        |                                      | Reporte                              |                                      | Pabellón: Upper Galilee Asistencia: 0 espectadores |  |

| 5 de noviembre de 2020 | Hapoel Ramat Gan Givatayim            | 74–75                                 | Hapoel Tel Aviv                       |                                                |  |
| 19:05                  | Parciales: 21-20, 23-19, 11-12, 19-24 | Parciales: 21-20, 23-19, 11-12, 19-24 | Parciales: 21-20, 23-19, 11-12, 19-24 |                                                |  |
|                        |                                       | Reporte                               |                                       | Pabellón: Ramat Gan Asistencia: 0 espectadores |  |

| 5 de noviembre de 2020 | Maccabi Ra'anana                      | 58–83                                 | Bnei Herzliya                         |                                               |  |
| 19:10                  | Parciales: 16-23, 14-22, 15-15, 13-23 | Parciales: 16-23, 14-22, 15-15, 13-23 | Parciales: 16-23, 14-22, 15-15, 13-23 |                                               |  |
|                        |                                       | Reporte                               |                                       | Pabellón: Ra'anana Asistencia: 0 espectadores |  |

| 5 de noviembre de 2020 | Elitzur Yavne                         | 66–87                                 | Hapoel Gilboa Galil                   |                                            |  |
| 19:15                  | Parciales: 11-23, 18-25, 16-18, 21-21 | Parciales: 11-23, 18-25, 16-18, 21-21 | Parciales: 11-23, 18-25, 16-18, 21-21 |                                            |  |
|                        |                                       | Reporte                               |                                       | Pabellón: Yavne Asistencia: 0 espectadores |  |

| 9 de noviembre de 2020 | Maccabi Ashdod                        | 69–75                                 | Maccabi Tel Aviv                      |                                             |
| 21:00                  | Parciales: 19-20, 13-21, 23-16, 14-18 | Parciales: 19-20, 13-21, 23-16, 14-18 | Parciales: 19-20, 13-21, 23-16, 14-18 |                                             |
|                        |                                       |                                       |                                       | Pabellón: Ashdod Asistencia: 0 espectadores |

| 26 de noviembre de 2020 | Maccabi Hod HaSharon                 | 50–90                                | Hapoel Holon                         |                                               |  |
| 20:45                   | Parciales: 12-25, 10-19, 9-32, 19-14 | Parciales: 12-25, 10-19, 9-32, 19-14 | Parciales: 12-25, 10-19, 9-32, 19-14 |                                               |  |
|                         |                                      | Reporte                              |                                      | Pabellón: Ra'anana Asistencia: 0 espectadores |  |

## Octavos de final
El sorteo de la ronda de octavos de final tuvo lugar el 10 de noviembre de 2020.
| 13 de diciembre de 2020 | Hapoel Haifa                                                   | 73–98                                 | Maccabi Tel Aviv                             | |  |
| 20:15                   | Parciales: 19-22, 21-21, 15-31, 18-24                          | Parciales: 19-22, 21-21, 15-31, 18-24 | Parciales: 19-22, 21-21, 15-31, 18-24        | |  |
|                         | Estadísticas Evans & Nesterenko 16 Buckles & Freeman 6 Evans 6 | Reporte Pts Reb Asts                  | Estadísticas Wilbekin 21 Žižić 11 Wilbekin 8 | Pabellón: Haifa Asistencia: 0 espectadores Árbitros: Dan Yalon, Guy Shmueli, Rotem Koza Televisión: Sport 5 |  |

| 19 de diciembre de 2020 | Hapoel Acre/Mateh Asher                         | 67–87                                 | Hapoel Holon                                       | |  |
| 18:00                   | Parciales: 13-17, 17-28, 21-28, 16-14           | Parciales: 13-17, 17-28, 21-28, 16-14 | Parciales: 13-17, 17-28, 21-28, 16-14              | |  |
|                         | Estadísticas Moran 26 Moran & Williams 7 Uzan 8 | Reporte Pts Reb Asts                  | Estadísticas McGee 14 Workman & De Zeeuw 7 McGee 8 | Pabellón: Kiryat Ata Asistencia: 0 espectadores Árbitros: Ofer Manheim, Lior Beynish, Elias Abu-Arab |  |

| 19 de diciembre de 2020 | Hapoel Jerusalem                            | 90–81                                 | Hapoel Eilat                          |                                                                                               |  |
| 20:00                   | Parciales: 20-20, 28-19, 18-19, 24-23       | Parciales: 20-20, 28-19, 18-19, 24-23 | Parciales: 20-20, 28-19, 18-19, 24-23 |                                                                                               |  |
|                         | Estadísticas Kramer 19 Zalmanson 7 Blatt 10 | Reporte Pts Reb Asts                  | Estadísticas Nebo 22 Nebo 9 Ragland 6 | Pabellón: Jerusalem Asistencia: 0 espectadores Árbitros: Gili Cohen, Adar Peer, David Izmirli |  |

| 20 de diciembre de 2020 | Maccabi Rishon LeZion                         | 87–80                                 | Hapoel Be'er Sheva                             | |  |
| 19:50                   | Parciales: 26-27, 22-20, 21-12, 18-21         | Parciales: 26-27, 22-20, 21-12, 18-21 | Parciales: 26-27, 22-20, 21-12, 18-21          | |  |
|                         | Estadísticas Mitchell 24 Mitchell 13 Monroe 7 | Reporte Pts Reb Asts                  | Estadísticas Bell 25 Griffin & Weisz 9 Weisz 5 | Pabellón: Rishon LeZion Asistencia: 0 espectadores Árbitros: Sefi Shemesh, Nir Meirson, David Kolangi |  |

| 20 de diciembre de 2020 | A.S. Ramat HaSharon                             | 80–101                                | Maccabi Haifa                              | |  |
| 20:10                   | Parciales: 24-27, 24-24, 15-26, 17-24           | Parciales: 24-27, 24-24, 15-26, 17-24 | Parciales: 24-27, 24-24, 15-26, 17-24      | |  |
|                         | Estadísticas Lewis 24 Moscovitz 4 Yam & Stutz 3 | Reporte Pts Reb Asts                  | Estadísticas Sorkin 27 Sorkin 10 Sharon 12 | Pabellón: A.S. Ramat HaSharon Asistencia: 0 espectadores Árbitros: Guy Shmueli, Noam Gordon, Tommy Weber |  |

| 20 de diciembre de 2020 | Ironi Nahariya                                    | 75–83                                 | Hapoel Gilboa Galil                                    |                                                                                               |  |
| 20:35                   | Parciales: 20-18, 22-21, 22-23, 11-21             | Parciales: 20-18, 22-21, 22-23, 11-21 | Parciales: 20-18, 22-21, 22-23, 11-21                  |                                                                                               |  |
|                         | Estadísticas Young 21 Blossomgame 8 Blossomgame 3 | Reporte Pts Reb Asts                  | Estadísticas Thomasson 18 Blackshear 8 Three players 3 | Pabellón: Nahariya Asistencia: 0 espectadores Árbitros: Omer Esteron, Dan Yalon, Alex Naftali |  |

| 20 de diciembre de 2020 | Elitzur Netanya                             | 70–77                                 | Hapoel Tel Aviv                                       | |  |
| 21:00                   | Parciales: 23-12, 17-16, 16-24, 14-25       | Parciales: 23-12, 17-16, 16-24, 14-25 | Parciales: 23-12, 17-16, 16-24, 14-25                 | |  |
|                         | Estadísticas Moskovits 24 Goya 15 Aharoni 6 | Reporte Pts Reb Asts                  | Estadísticas York 18 Tokoto & Upshaw 8 York & Madar 5 | Pabellón: Netanya Asistencia: 0 espectadores Árbitros: Tzaci Hevdali, Eran Shmuel, Assaf Engelberg |  |

| 21 de diciembre de 2020 | Ironi Nes Ziona                           | 98–91                                 | Bnei Herzliya                                     | |  |
| 19:40                   | Parciales: 24-31, 17-18, 31-20, 26-22     | Parciales: 24-31, 17-18, 31-20, 26-22 | Parciales: 24-31, 17-18, 31-20, 26-22             | |  |
|                         | Estadísticas Angola 23 Angola 10 Angola 7 | Reporte Pts Reb Asts                  | Estadísticas Clarke 22 Clarke 13 Clarke & Gaddy 3 | Pabellón: Ness Ziona Asistencia: 0 espectadores Árbitros: Kfir Mualem, Ori Shalhavi, Yoav Luboshitz |  |

## Cuartos de final
El sorteo para cuartos de final tuvo lugar el 22 de diciembre de 2020.
| 2 de enero de 2020 | Maccabi Haifa                             | 88–96                                 | Hapoel Holon                                    |                                                                                           |  |
| 20:00              | Parciales: 27-30, 15-21, 24-25, 22-20     | Parciales: 27-30, 15-21, 24-25, 22-20 | Parciales: 27-30, 15-21, 24-25, 22-20           |                                                                                           |  |
|                    | Estadísticas Brisker 22 Sorkin 10 Smith 6 | Reporte Pts Reb Asts                  | Estadísticas McGee & Pnini 19 Workman 7 McGee 5 | Pabellón: Haifa Asistencia: 0 espectadores Árbitros: Omer Esteron, Nir Meirson, Adar Peer |  |

| 3 de enero de 2020 | Maccabi Rishon LeZion                                | 88–83                                 | Ironi Nes Ziona                              | |  |
| 18:00              | Parciales: 29-18, 15-21, 20-20, 24-24                | Parciales: 29-18, 15-21, 20-20, 24-24 | Parciales: 29-18, 15-21, 20-20, 24-24        | |  |
|                    | Estadísticas Taylor 23 Mitchell & Monroe 10 Dovrat 6 | Reporte Pts Reb Asts                  | Estadísticas Meyinsse 24 Meyinsse 9 Miller 5 | Pabellón: Rishon LeZion Asistencia: 0 espectadores Árbitros: Amit Balak, Kfir Mualem, David Izmirli |  |

| 3 de enero de 2020 | Maccabi Tel Aviv                        | 83–66                                 | Hapoel Tel Aviv                         |                                                                                                   |  |
| 20:00              | Parciales: 25-13, 22-19, 18-22, 18-12   | Parciales: 25-13, 22-19, 18-22, 18-12 | Parciales: 25-13, 22-19, 18-22, 18-12   |                                                                                                   |  |
|                    | Estadísticas Žižić 26 Žižić 13 Bryant 6 | Reporte Pts Reb Asts                  | Estadísticas Tokoto 18 Tokoto 6 Madar 9 | Pabellón: Tel Aviv Asistencia: 0 espectadores Árbitros: Erez Gurion, David Romano, Elad Leibowitz |  |

| 4 de enero de 2020 | Hapoel Gilboa Galil                       | 65–80                                 | Hapoel Jerusalem                        |                                                                                                |  |
| 21:00              | Parciales: 17-15, 16-21, 20-23, 12-21     | Parciales: 17-15, 16-21, 20-23, 12-21 | Parciales: 17-15, 16-21, 20-23, 12-21   |                                                                                                |  |
|                    | Estadísticas Cousins 13 Floyd 8 Cousins 4 | Pts Reb Asts                          | Estadísticas Thomas 24 Thomas 9 Brown 8 | Pabellón: Gan Ner Asistencia: 0 espectadores Árbitros: Sefi Shemesh, Lior Beynish, Noam Gordon |  |

## Final Four
El sorteo para las semifinales tuvo lugar el 7 de enero de 2021.

### Cuadro
|  | Semifinales           | Semifinales           |                  |                       | Final              | Final              |  |
|  | 11 de febreto de 2021 | 11 de febreto de 2021 |                  |                       | 27 de mayo de 2021 | 27 de mayo de 2021 |  |
|  |                       |                       |                  |                       |                    |                    |  |
|  |                       |                       |                  |                       |                    |                    |  |
|  | Maccabi Rishon LeZion | 90                    |                  |                       |                    |                    |  |
|  | Maccabi Rishon LeZion | 90                    |                  |                       |                    |                    |  |
|  | Hapoel Jerusalem      | 84                    |                  |                       |                    |                    |  |
|  | Hapoel Jerusalem      | 84                    |                  | Maccabi Rishon LeZion | 69                 |                    |  |
|  |                       |                       |                  | Maccabi Rishon LeZion | 69                 |                    |  |
|  |                       |                       | Maccabi Tel Aviv | 86                    |                    |                    |  |
|  | Hapoel Holon          | 85                    | Maccabi Tel Aviv | 86                    |                    |                    |  |
|  | Hapoel Holon          | 85                    |                  |                       |                    |                    |  |
|  | Maccabi Tel Aviv      | 87                    |                  |                       |                    |                    |  |
|  | Maccabi Tel Aviv      | 87                    |                  |                       |                    |                    |  |
|  |                       |                       |                  |                       |                    |                    |  |

### Semifinales
| 11 de febrero de 2021 | Maccabi Rishon LeZion                           | 90–84                                 | Hapoel Jerusalem                                  |                    |  |
| 18:30                 | Parciales: 22-20, 17-21, 21-19, 30-24           | Parciales: 22-20, 17-21, 21-19, 30-24 | Parciales: 22-20, 17-21, 21-19, 30-24             |                    |  |
|                       | Estadísticas Gutt 22 Monroe 11 Taylor y Lewis 5 | Pts Reb Asts                          | Estadísticas Braimoh 27 Braimoh & Hill 9 Brown 10 | Pabellón: Tel Aviv |  |

| 2021-02-11 | Hapoel Holon                                        | 85–87                                               | Maccabi Tel Aviv                                                    |                    |  |
| 21:10      | Parciales: 18-20, 18-15, 25-15, 11-22 (T.E.: 13-15) | Parciales: 18-20, 18-15, 25-15, 11-22 (T.E.: 13-15) | Parciales: 18-20, 18-15, 25-15, 11-22 (T.E.: 13-15)                 |                    |  |
|            | Estadísticas McGee 21 Johnson 9 Harris 4            | Pts Reb Asts                                        | Estadísticas Blayzer 19 Zoosman y Hunter 8 Zoosman y DiBartolomeo 4 | Pabellón: Tel Aviv |  |

### Final
| 27 de mayo de 2021 | Maccabi Tel Aviv                                           | 86–69                                 | Maccabi Rishon LeZion                           |                 |  |
| 20:45              | Parciales: 19-17, 25-21, 21-17, 21-14                      | Parciales: 19-17, 25-21, 21-17, 21-14 | Parciales: 19-17, 25-21, 21-17, 21-14           |                 |  |
|                    | Estadísticas Tres jugadores 16 Žižić y Casspi 8 Wilbekin 7 | Pts Reb Asts                          | Estadísticas Koulechov 18 Koulechov 7 Tishman 5 | Pabellón: Holon |  |